# Kelly Emberg
Kelly Kay Emberg (ur. 2 lipca 1959 w Houston) – amerykańska modelka.

## Życiorys

### Wczesne lata
Urodziła się w Houston w stanie Teksas, gdzie uczęszczała do Stratford High School. Była cheerleaderką na ostatnim roku nauki i należała do szkolnego zespołu kobiet The Spartanaires. 

### Kariera
W 1974, w wieku piętnastu lat, jeszcze w szkole średniej została odkryta jako modelka przez Alana Martina, lokalnego fotografa z Houston, i Johna Casablancasa. Wkrótce przeniosła się do Nowego Jorku i podpisała kontrakt z oddziałem agencji Elite Model Management. Pojawiała się na wybiegu u Calvina Kleina. Uczestniczyła w wielu kampaniach reklamowych takich marek jak L’Oréal, Valentino czy Versace. 
Jej twarz zdobiła okładki międzynarodowych edycji: „Mademoiselle”, „Vogue” (we wrześniu 1979, w lipcu i sierpniu 1981, w czerwcu 1982), „Cosmopolitan” (w lutym 1980), „Sports Illustrated” (9 lutego 1981, 14 lutego 1983, 13 lutego 1984, 10 lutego 1986, w lutym 1989, 5 listopada 2002) i Harper’s Bazaar” (w czerwcu 1982). 
Jako znana modelka agencji Elite wzięła udział w filmie mockumentarnym Portfolio (1983) z Carol Alt, Pauliną Porizkovą, Terry Farrell, Maggie Wheeler i Kelly Lynch. Była brana pod uwagę do roli Lisy w komedii Johna Hughesa Dziewczyna z komputera (1985), ale ostatecznie została zastąpioną przez Kelly LeBrock. Wystąpiła jako Diva w komedii sensacyjnej Dumb Luck in Vegas (1997) u boku Joeya Travolty.
Przez trzy lata studiowała projektowanie wnętrz na UCLA. Pracowała dla projektanta wnętrz Michaela S. Smitha i jej własnego Cotton Box, ze sklepem na Melrose Avenue w Los Angeles. Największym klientem był Rod Stewart. Emberg śpiewała w chórkach na płycie Stewarta Out of Order (wyd. Warner Bros. Records, 1988). 
Stworzyła projekty wnętrz dla pensjonatu w posiadłości Roda Stewarta w Los Angeles, w którym mieszkają: jej córka Ruby wraz z Kimberly i Seanem, dziećmi Stewarta Alany Hamilton. 

## Życie prywatne
Emberg była u szczytu swojej kariery, gdy w grudniu 1983 zaczęła spotykać się z piosenkarzem Rodem Stewartem. 17 czerwca 1987 w Los Angeles urodziła się ich córka Ruby. W czerwcu 1990 Emberg i Stewart rozstali się. Stewart twierdził, że to decyzja Emberg o zerwaniu związku.
Emberg ma dwóch synów, jednego z każdym ze swoich byłych mężów, Brada Jenkela i Gavina Brodina. W 2003 spotykała się z o 5 lat młodszym aktorem Robem Camillettim, który wystąpił m.in. w Kochasiu, Urodzonym 4 lipca i Babce z zakalcem. W 2007 wyszła za mąż za adwokata Mike’a Padilla i zamieszkała w okolicy San Diego.